# Aeroporto Internazionale John Glenn Columbus
L'Aeroporto Internazionale di John Glenn Columbus Columbus è un aeroporto situato a 10 km da Columbus in Ohio, negli Stati Uniti d'America.